# ICarly (sæson 6)
Sjette og sidste sæson af iCarly begyndte på Nickelodeon den 24. marts 2012. 
Den 17. maj 2012, blev det meddelt, at denne sæson bliver den sidste sæson af iCarly, og seriens finale vil blive sendt i november 2012, men Nickelodeon har meddelt, at fra og med episoden "iShock America" starter der en ny sæson. iCarly vist sin episode nummer 100, som er den første af alle Dan Schneider shows, som når op på 100 episoder.

## Medvirkende
| Skuepsiller      | Rolle          |
| ---------------- | -------------- |
| Miranda Cosgrove | Carly Shay     |
| Jerry Trainor    | Spencer Shay   |
| Jennette McCurdy | Sam Puckett    |
| Nathan Kress     | Freddie Benson |
| Noah Munck       | Gibby          |

### Gæstestjerner
| Skuespiller     | Rolle                                                |
| --------------- | ---------------------------------------------------- |
| Mindy Sterling  | Mrs Briggs                                           |
| Jeremy Rowley   | Lewbert                                              |
| Boog!e          | T-Bo                                                 |
| Peter Chen      | Mico                                                 |
| Jeff Lewis      | Mr. Bushwell                                         |
| One Direction   | Dem selv                                             |
| Kristi Clainos  | Justine                                              |
| Chloe Csengery  | Bethany                                              |
| Chase Austin    | Billy Boots                                          |
| Mary Scheer     | Mrs. Benson                                          |
| David St. James | Mr. Howard                                           |
| Tim Russ        | Principal Frankiln                                   |
| Reed Alexander  | Nevel Papperman                                      |
| Jacob Bertrand  | Chip                                                 |
| Spencer List    | Lurvin, drengen, der blev mobbet på Groovie smoothie |

## Episoder
| Episode i sæson | Episode i serien | Originalt episode navn | Dansk episode navn     | Instrueret af | Skrevet af                     | Handling | Dato for amerikansk TV-premiere | Amerikanske seere (mio.) | Bemærkninger |
| --------------- | ---------------- | ---------------------- | ---------------------- | ------------- | ------------------------------ | --- | ------------------------------- | ------------------------ | --- |
| 1. afsnit       | 95. afsnit       | iApril Fools           | iAprilsnar             | Jerry Trainor | Dan Schneider & George Doty IV | Carly og Spencer er ved at forlade deres lejlighed d. 1 april, fordi de blev smidt ud af Mr. Bushwell. Sam, Freddie, og Gibby ankommer og Carly siger, at de alle havde gode tider i denne lejlighed og husker engang, da de alle var i sofaen og de ser på tv en episode, hvor figurerne lavede flashbacks fra tidligere episoder (ikke faktiske optagelser fra tidligere episoder). Ved slutningen af episoden, kommer Mr. Bushwell med Lewbert for at fortælle dem at de skal forlade bygningen. Derefter beder Sam dem om at huske på, at tid, hvor de kom der i lejligheden. Derefter lader Bushwell Carly og Spencer (udklædt som Doc Brown fra Tilbage til fremtiden filmene) blive boende, og siger, at han kender fremtiden, hvor der er en "fremtidig episode af iCarly" om deres børn (Freddie og Carlys eller Freddie og Sams) . Derefter bliver T-Bo vist inde i en kæmpe flyvende boble og transporterer dem alle i det. Episoden ender med skærmen sige "aprilsnar!". | 24. marts 2012                  | N/A                      | Dette var den første episode der blev instrueret af en skuespiller på showet.                                               |
| 2. afsnit       | 96. afsnit       | iGo One Direction      | iGår til One Direction | Steve Hoefer  | Dan Schneider & George Doty IV | Efter hjemkomsten fra ferie, føler Carly sig syg med "Jungle Worms", men føler sig bedre efter to dage, selvom hun stadig er smitsom. Freddie fortæller Sam, Carly og Gibby at han har modtaget en e-mail fra lederen af boybandet One Direction (hvem Gibby synes at være en massiv fan af), hvor der står at de er i Seattle-området, og gerne vil udføre en sang på iCarly. One Direction udfører sangen "What Makes You Beautiful" i iCarly studiet. (Sam fatter sympati for Zayn Malik , mens Gibby fortæller Niall Horan og Louis Tomlinson, at han giver god fodmassage). Efter Harry Styles drikker fra Carly's vandflaske, bliver han syg. Carly tager sig af Harry, og han er stadig i sengen efter en uge, meget længere end da Carly var syg. Sam mener, at Harry faktisk ikke er syg mere, og bare vil have opmærksomhed. Liam Payne meddeler, at drengene bliver nødt til at aflyse deres shows i San Francisco , hvis Harry ikke bliver bedre snart, så Liam, Zayn, Niall og Louis diskuterer med Carly, Sam og Freddie hvad man skal gøre for at få Harry ud af sengen. Freddie siger, at Harry kan få det bedre, hvis han troede, at han blev smidt ud af One Direction og blive erstattet af Gibby. Da han ser Gibby optræde med Liam, Niall, Louis og Zayn, bliver Harry chokeret over, hvor slem Gibby er til at synge og danse, og siger, at han har det bedre. Episoden ender med One Direction, udfører "What Makes You Beautiful" på iCarly. | 7. april 2012                   | 3.9                      | Åbningensekvensen er blevet ændret i denne episode, for at fremvise flere optagelser af de kommende episoder i denne sæson. |
| 3. afsnit       | 97. afsnit       | iOpen a Restaurant     | iÅbner en reataurant   | Steve Hoefer  | Dan Schneider & Jake Farrow    | Efter at deres computer og tv er blevet stjålet, begynder Spencer at udvikle en sikkerhedsrobot. I første omgang bygger han en, der angriber ubudne gæster, men den angriber Carly. Han laver en der skyder majs på ubudne gæster, men ved fejl angreb den Carly, Freddie og Spencer. De forsøger at få robotten til at fokusere på Mrs Benson og tage stikket ud, men Spencer formår ikke at trække stikket ud af stikkontakten, inden maskinen løber tør for majs, så Fru Benson er stærkt overdænget med majs. I mellemtiden, åbner Sam og Gibby en hemmelig restaurant ved navn Gibby har i kælderen på skolen. Bully Billy Boots, chikanerer og irriterer Gibby. Sam forsøger at tage brodden af situationen ved at sende Gibby på en tur og forsøger at tale med Billy, men da Gibby vender tilbage, angriber Billy ham og Sam slår Billy med en smør-sok. Den næste dag fortæller Billy Mr. Howard om restauranten og håber, at den bliver lukket ned. Selvom Principal Franklin, som selv er en af Gibby's kunder, er enig i, at restauranten overtræder skolens regler, men han giver Sam og Gibby lov til at holde gang i restaurant i hemmelighed, så snart Mr. Howard er ude af hørevidde. | 21. april 2012                  | N/A                      | N/A |
| 4. afsnit       | 98. afsnit       | iHalfoween             | iHalfoween             | Adam Weissman | Dan Schneider & Ben Dougan     | Carly, Sam, og Freddie spekulerer på, hvorfor folk ikke kan fejre Halloween mere end en gang om året. De beslutter at fejre det halvvejs gennem året, samt at skabe en ny ferie kaldet Halfoween og en ny fest. Carly klæder sig ud som tun-sushi, Sam klæder sig ud med en hat, og Freddie klæder sig ud som Lewbert. Da Nevel finder ud af det, klæder han sig ud som en lilla robot og giv den "iCarly's" slik, som ændrer deres stemme, og opfører sig mærkelig overfor mange mennesker. På grund af dette, deler de sig op for at finde ud af, hvem den lilla robotten er. | 28. april 2012                  | 2.9                      | N/A |
| 5. afsnit       | 99. afsnit       | iPear Store            | iPære butik            | David Kendall | Dan Schneider & Jake Farrow    | Freddie får et nyt job på Pear Store, som Sam, der er ansat hos ham, ved et uheld ødelægger. I mellemtiden laver Spencer en brand for 18. gang, og på grund af deres træthed, er brandvæsnet færdig med Shay-familien og for at undskylde, bringer Spencer et parti brownies til stationen. Desværre for Spencer for det hævngerrig personale ham til at melde sig frivilligt på brandstationen, hvilket fører til en anden brand, denne gang på stationen. Også, Carly møder en dreng på Pear Store kaldt Trey og bliver besat at få ham til at spørge om hun vil med ud. | 12. maj 2012                    | N/A                      | Denne episode blev også kaldt "iWork for Pear".                                                                             |
| 6. afsnit       | 100. afsnit      | iBattle Chip           | iBattler med Chip      | Adam Weissman | Dan Schneider & Jake Farrow    | Efter Spencers ærkefjende Chuck stjæler hans tøj, slipper Spencer endelig af hans nemesis ved at få Chuck sendt til militærskole. Men Chucks lillebror Chip begynder at hade Spencer og terrorisere ham mere end Chuck gjorde. I mellemtiden køber Gibby en Galaxy Wars legetøj og bliver deprimeret, da Sam ved et uheld ødelægger den, da hun slår en bølle. | 9. juni 2012                    | 2.4                      | |